# متحف تيمقاد
متحف تيمقاد هو متحف يقع عند مدخل المدينة الأثرية لتيمقاد الملقبة بـ «بومبي شمال أفريقيا»، في ولاية باتنة بالجزائر. يعرض المتحف القطع الأثرية المكتشفة في هذه المدينة التي تأسست في عهد الإمبراطور تراجان والتي صنفتها منظمة اليونسكو كموقع تراث عالمي منذ عام 1982. كما يقوم بعرض القطع الأثرية المكتشفة من مواقع أثري أخرى مثل تازولت (لامبايزيس).

## تاريخ المتحف

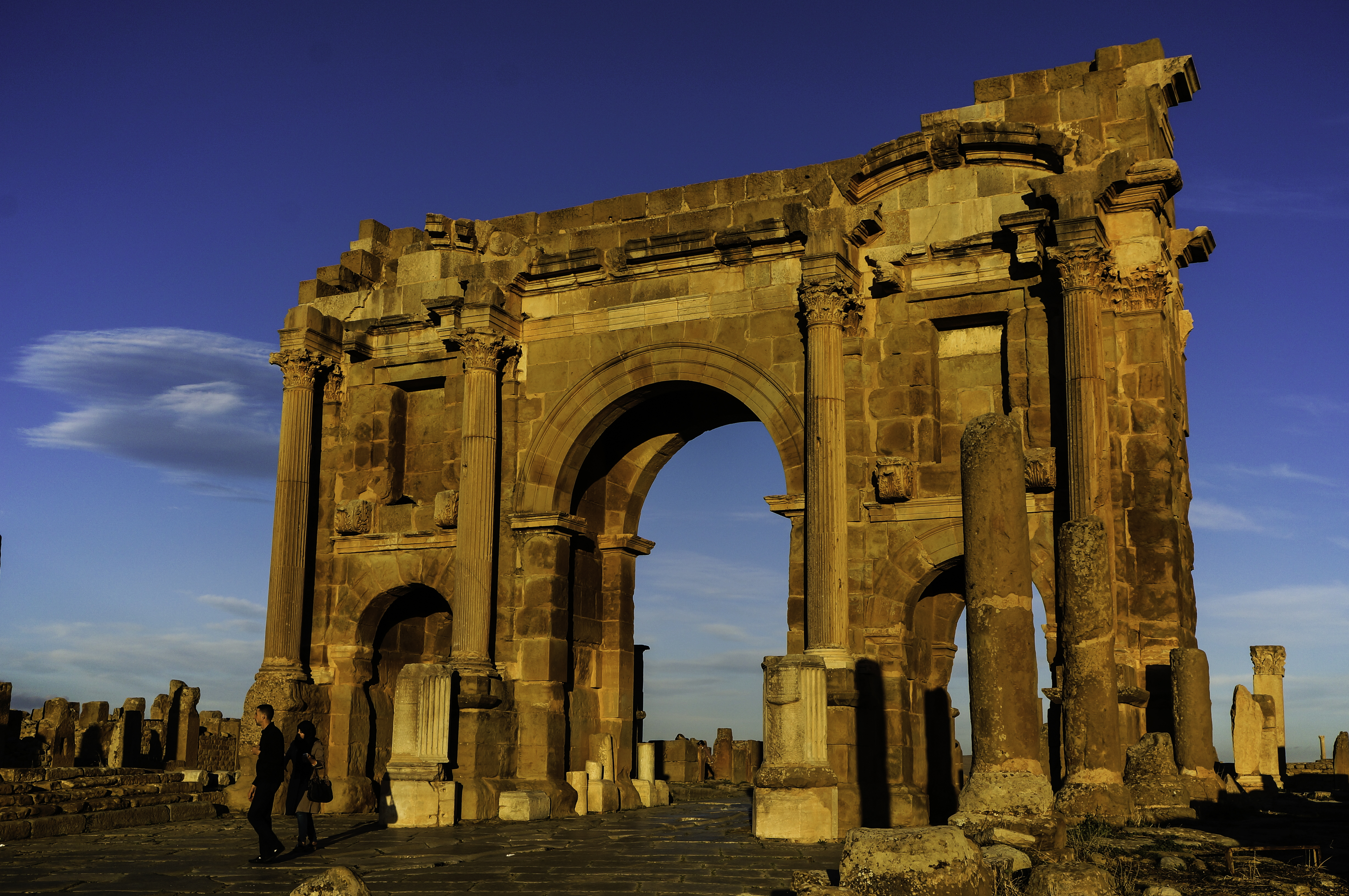
موقع تيمقاد الأثري.

تم بناء المتحف عام 1930 في وسط المدينة القديمة بالقرب من قوس تراجان، ثم تم هدمه وإعادة بنائه في المكان الذي توجد فيه إدارة الموقع حاليا، ولكن بسبب أهمية الاكتشافات من الحفريات كان من الضروري بناء المبنى الحالي خارج الموقع الأثري.
المتحف عنصر مهم في الحفاظ على الموقع وثروته، إلا أنه رغم ذلك تعرض للسرقة ليلة 27 سبتمبر من سنة 1993.
أغلق المتحف أبوابه في عام 1993 لإعادة تأهيله بالمعايير المطلوبة والسماح باستقبال الزوار بشكل مناسب.
في عام 2001، تم الإبلاغ عن سرقة أخرى من قبل الدرك الوطني الجزائري بعد اختفاء صورة الإمبراطور هادريان.
في عام 2018، أعيد افتتاح المتحف للجمهور بعد 25 عامًا من إغلاقه.

## المجموعات
يتم الوصول إلى المتحف عبر ساحة فناء كبيرة مزينة بالأعمدة والتماثيل.
يضم المتحف منحوتات الآلهة اليونانية الرومانية، مثل تماثيل ميركوري وأبولو، وتمثال فورتونا، ورؤوس سيرابيس وإسقليبيوس من الحصن البيزنطي. كما تُعرض نقوش بارزة، مسلات مكرسة لساتورن (بعل هامون) جاءت من جميع أنحاء تيمقاد ولامبيزيس. يحتوي المتحف أيضا على تمثال للإمبراطور لوسيوس فيروس، وكذا على حوريات تدعم الأصداف عثر عليها في الحمامات الجنوبية للمدينة.
داخل المتحف، توجد مزهرية ضخمة تمثل التضحية حب «سيكي» بالإضافة إلى عدد كبير من المنقوشات.
المتحف مشهور أيضا ب86 قطعة فسيفساء رائعة من مختلف الأحجام، منها 84 معروضة في الغرف المفتوحة للجمهور، بينما تم الحفاظ على قطعتين من الفسيفساء في الأرشيف، بما في ذلك فسيفساء زنجي تيمقاد.
يتيح الباب، الذي كان باب مصلى جريجوري البطريرك، الوصول إلى مختف قاعات المتحف حيث يتم عرض العديد من الفسيفساء التي كانت بمثابة زخرفة والتي غالبًا ما تم العثور عليها في الحمامات أو في المساكن الخاصة الغنية، مثل فسيفساء نبتون يمتطي عربته، فينوس، استحمام ديانا، إلخ.

## معرض الصور

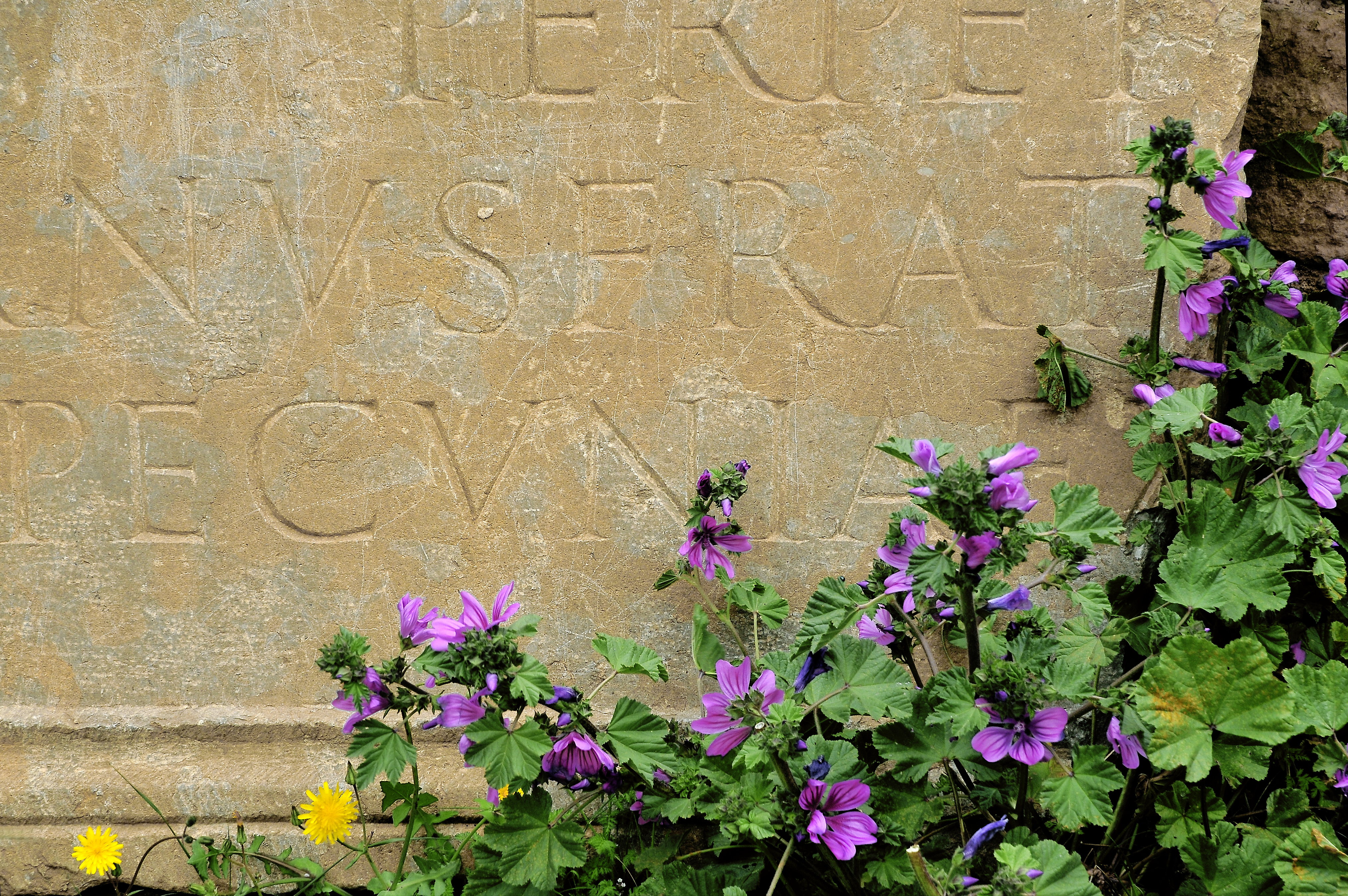
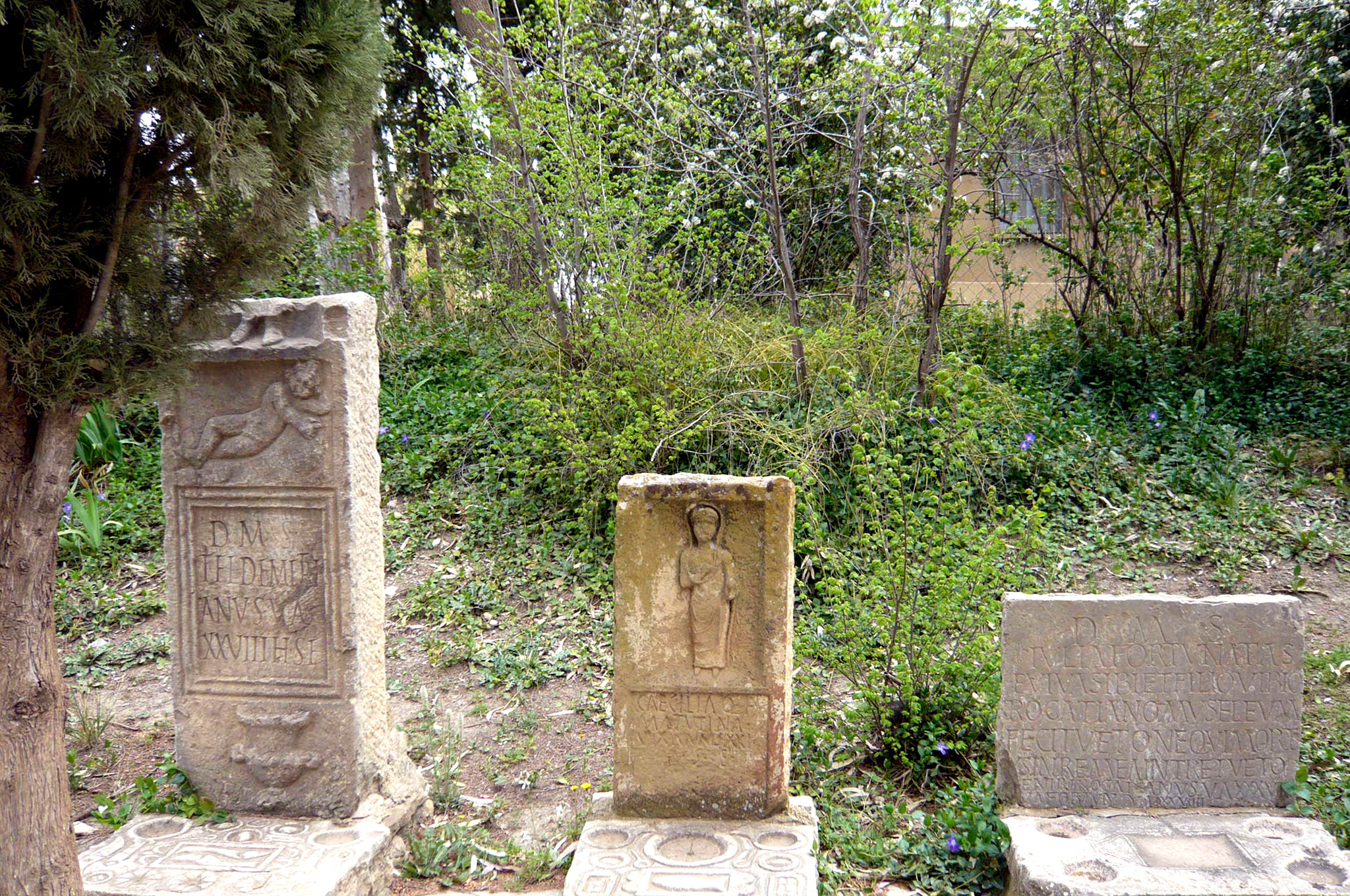
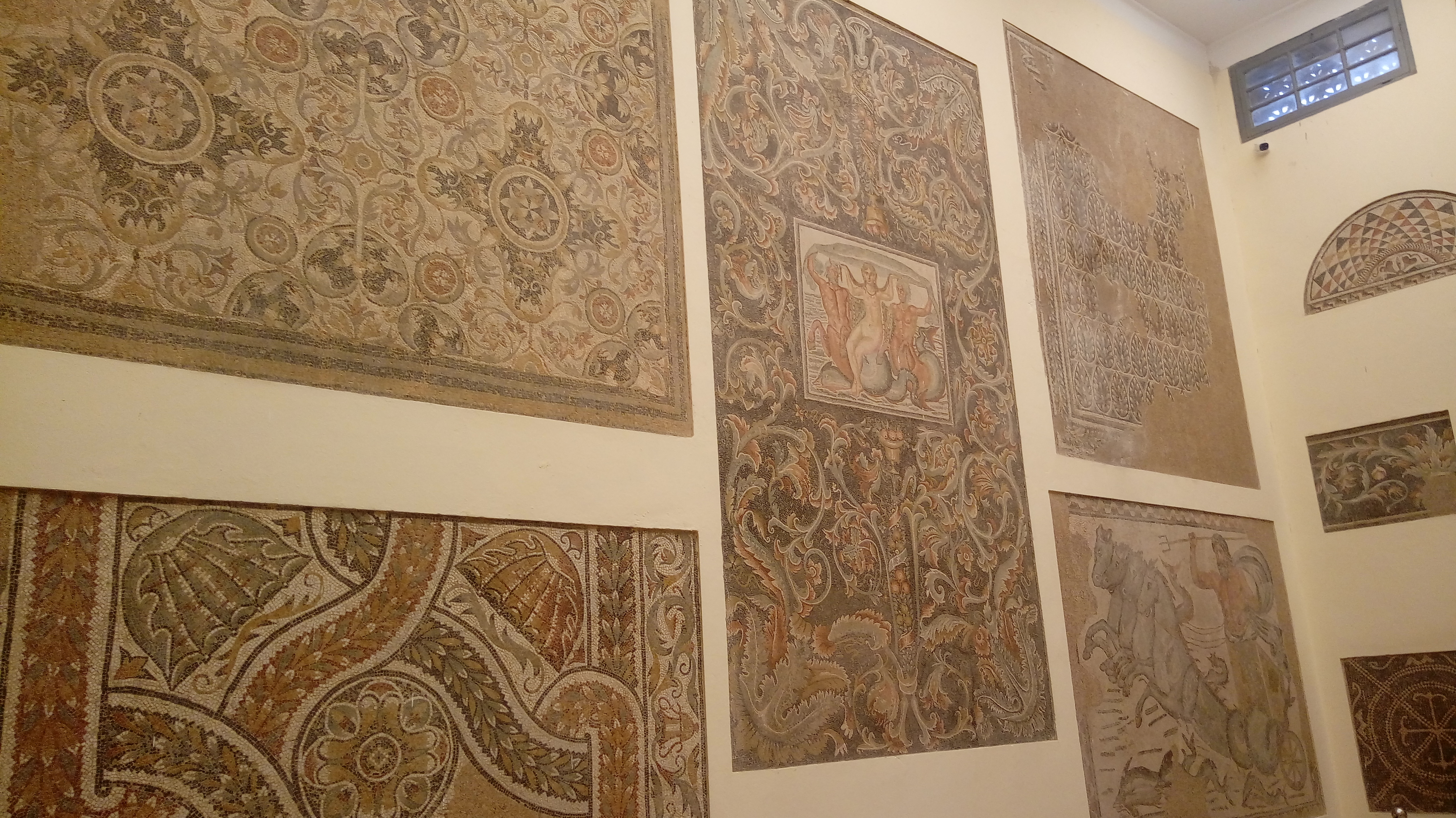
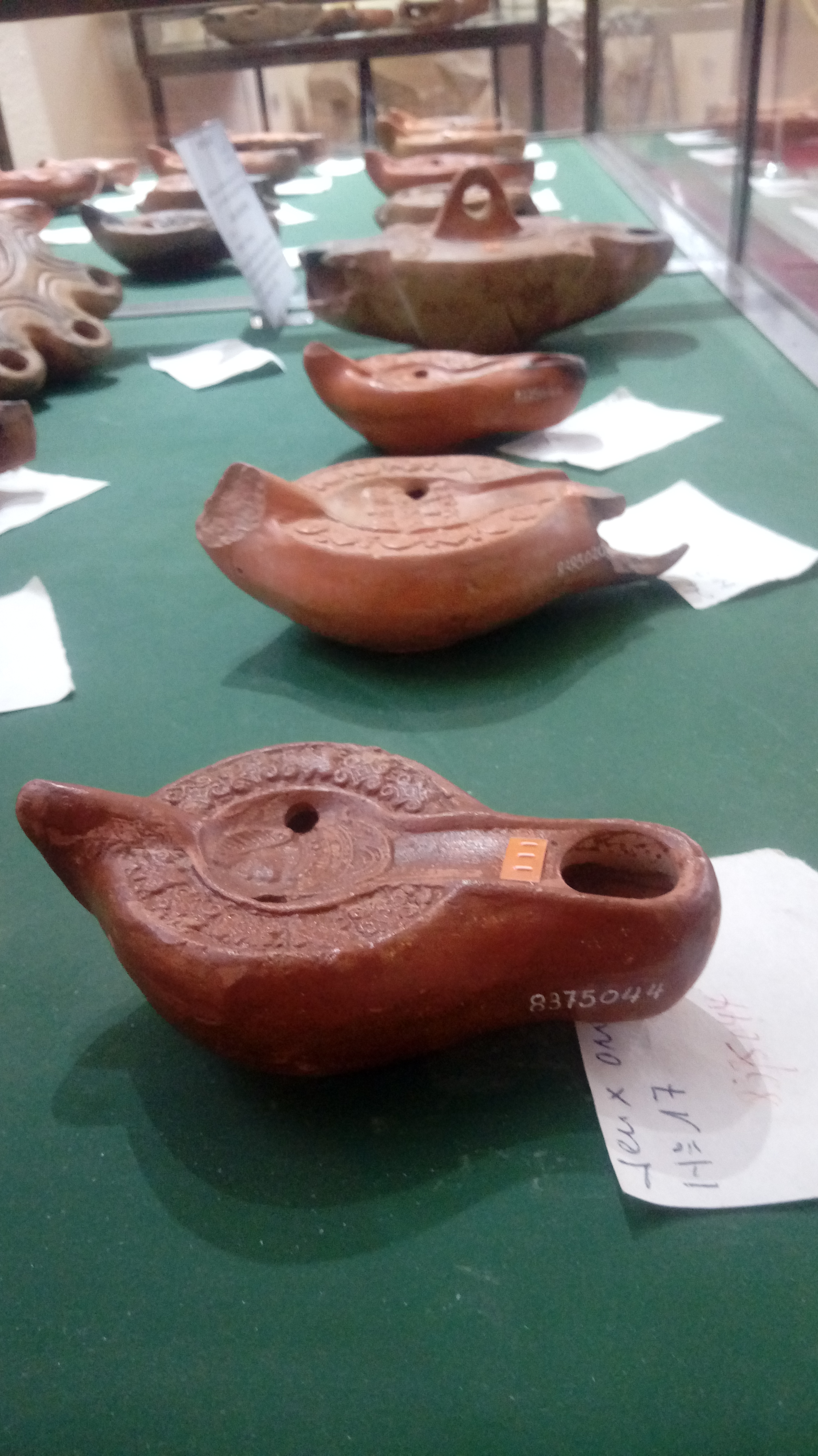
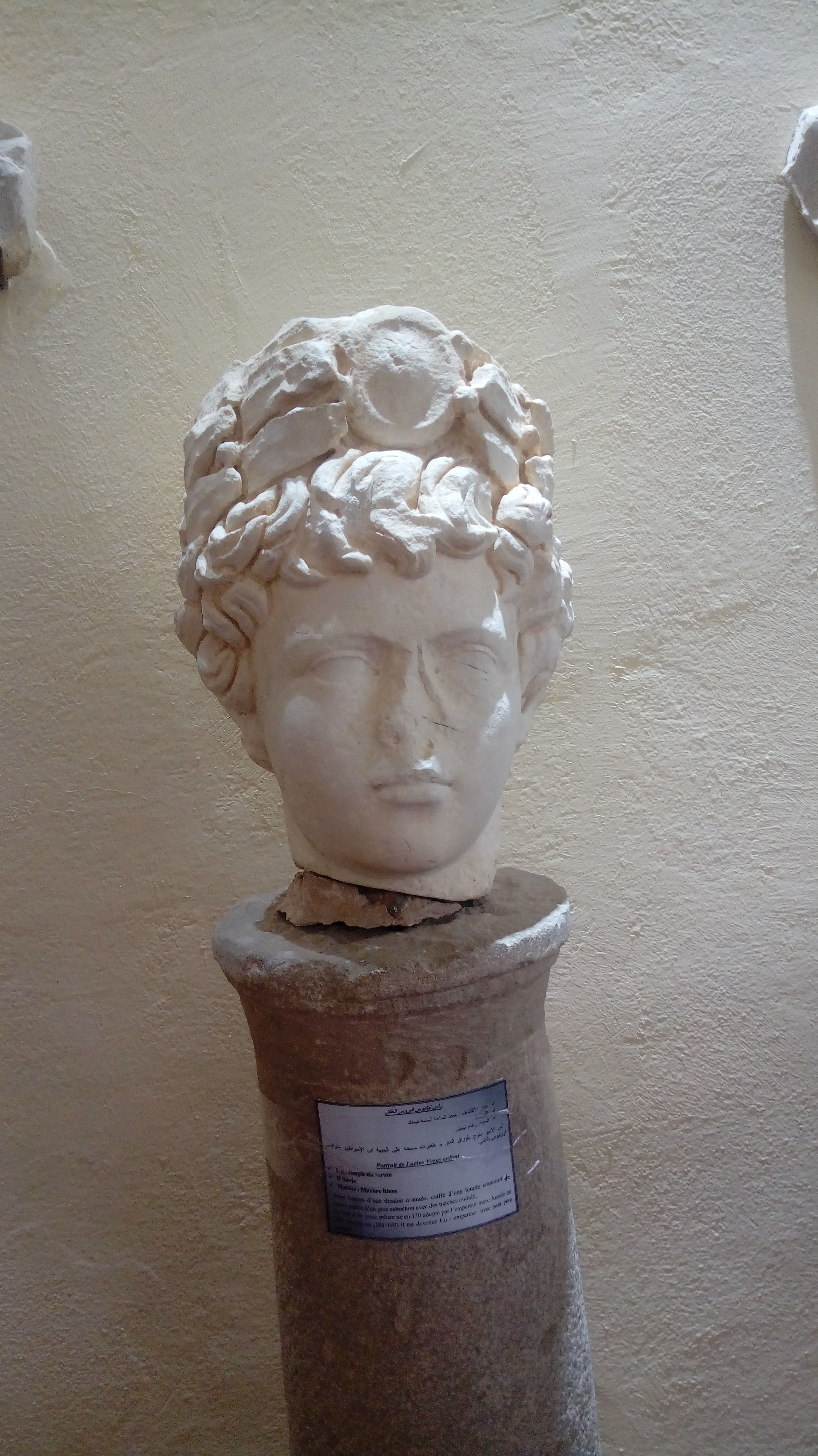
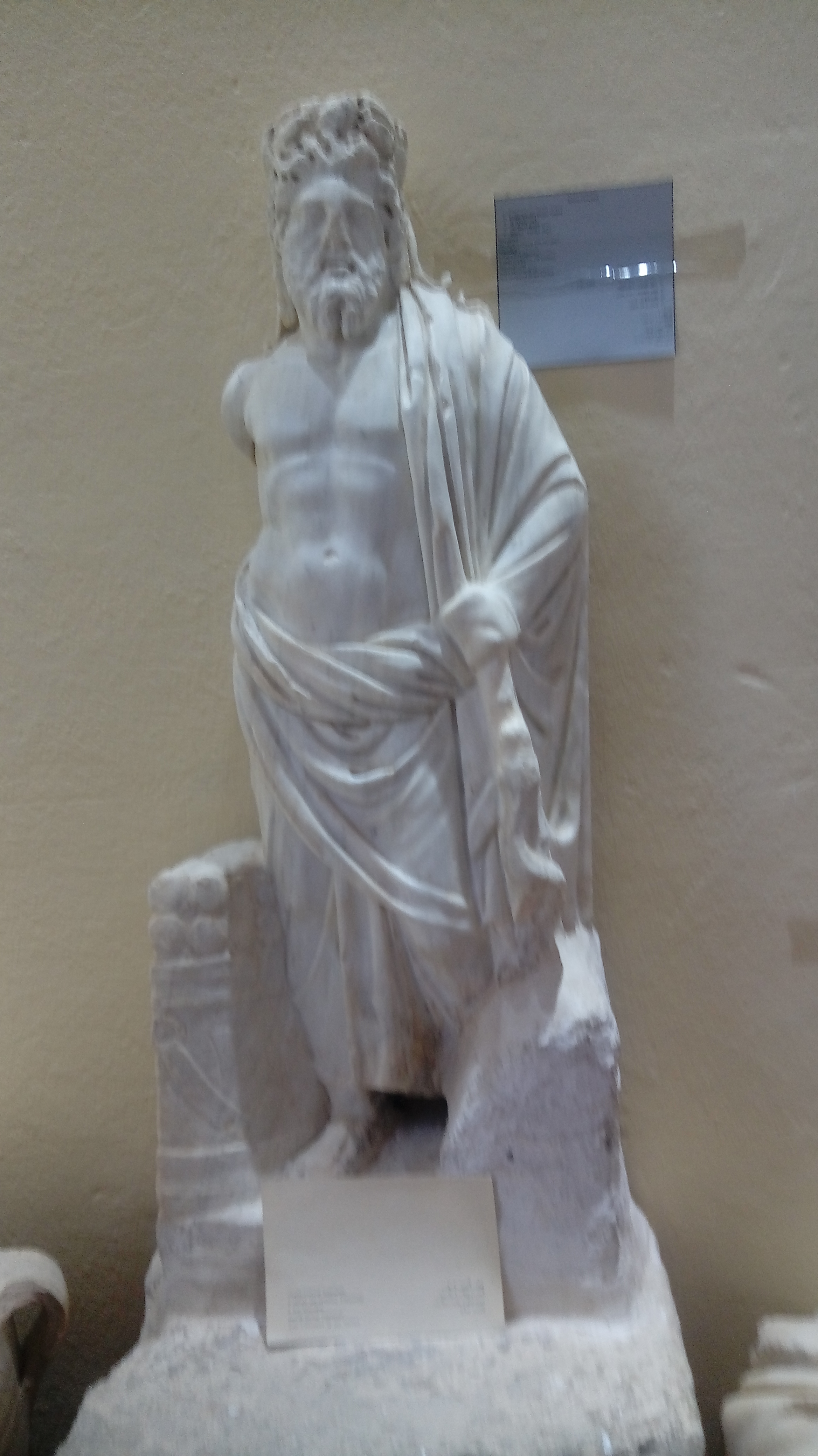
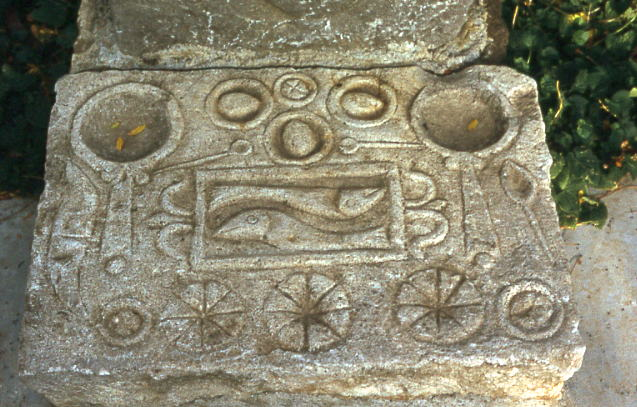
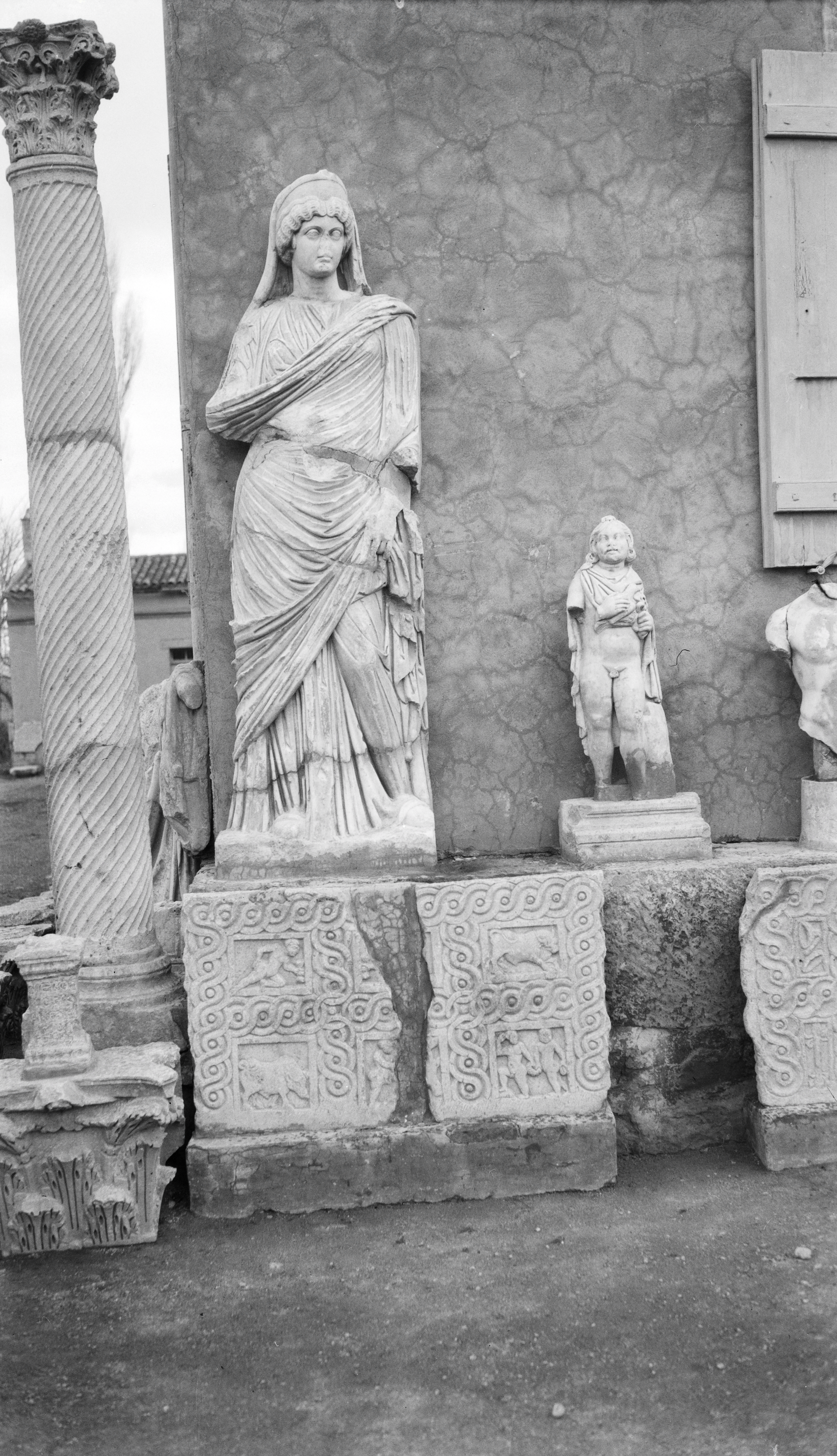
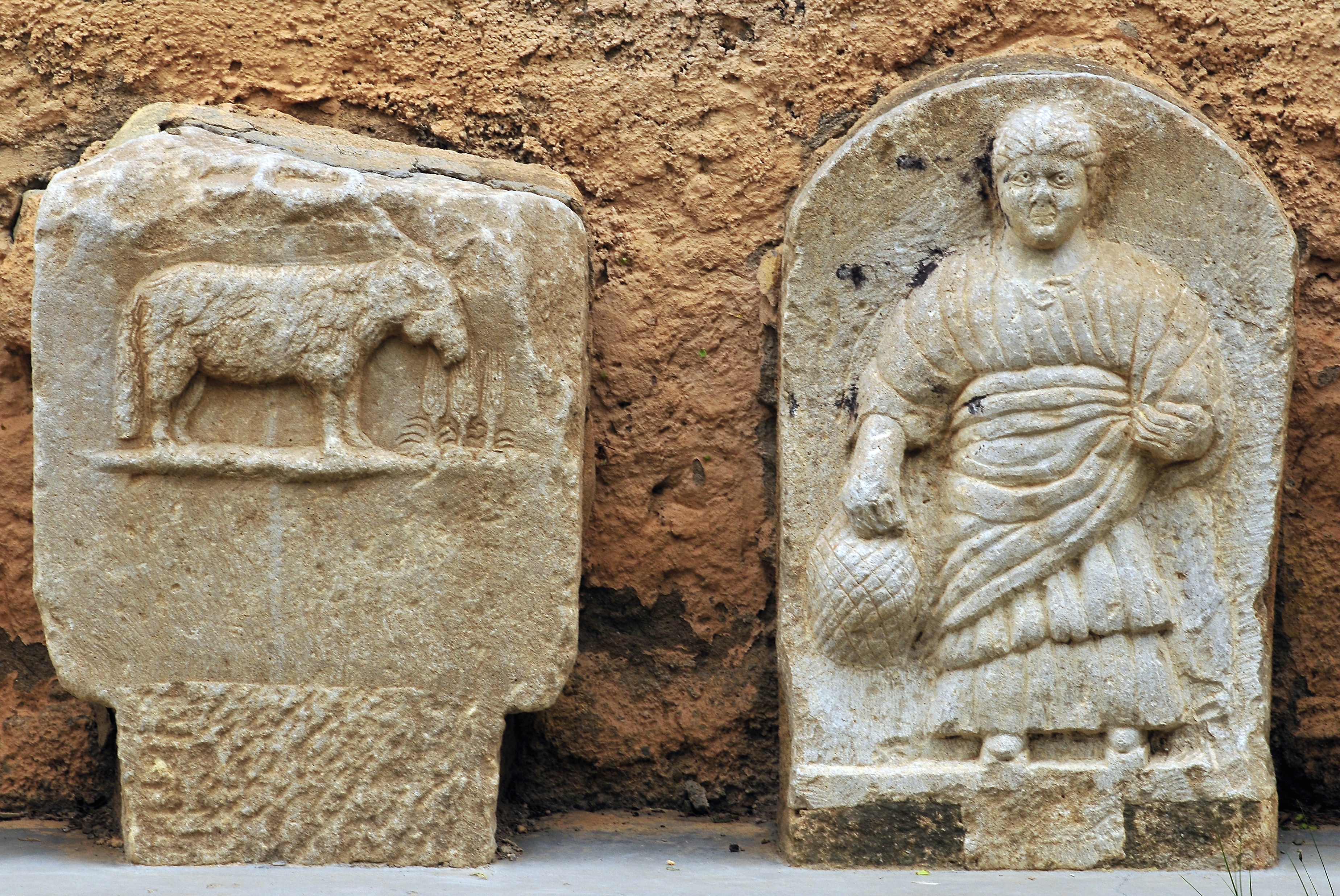
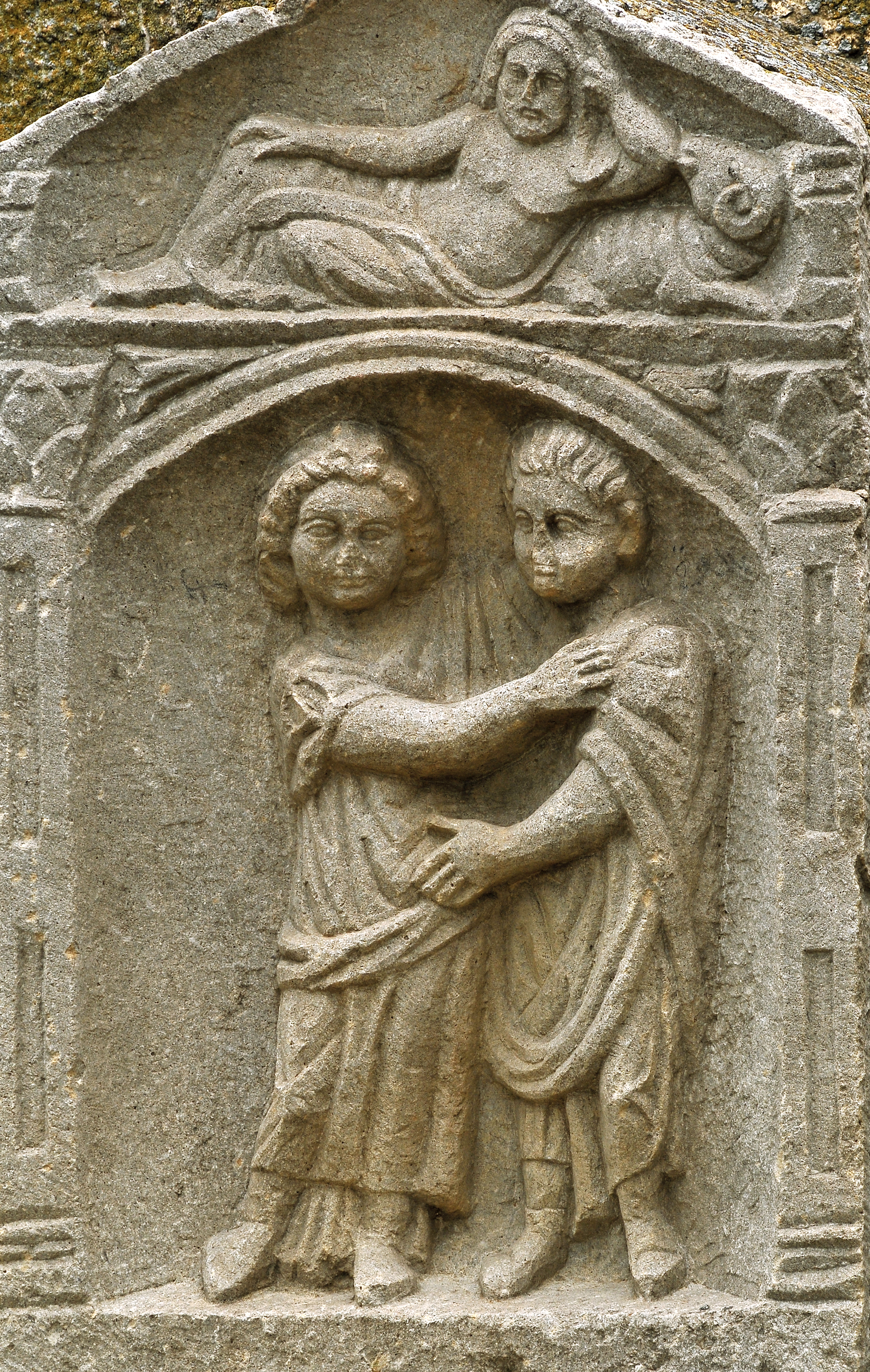
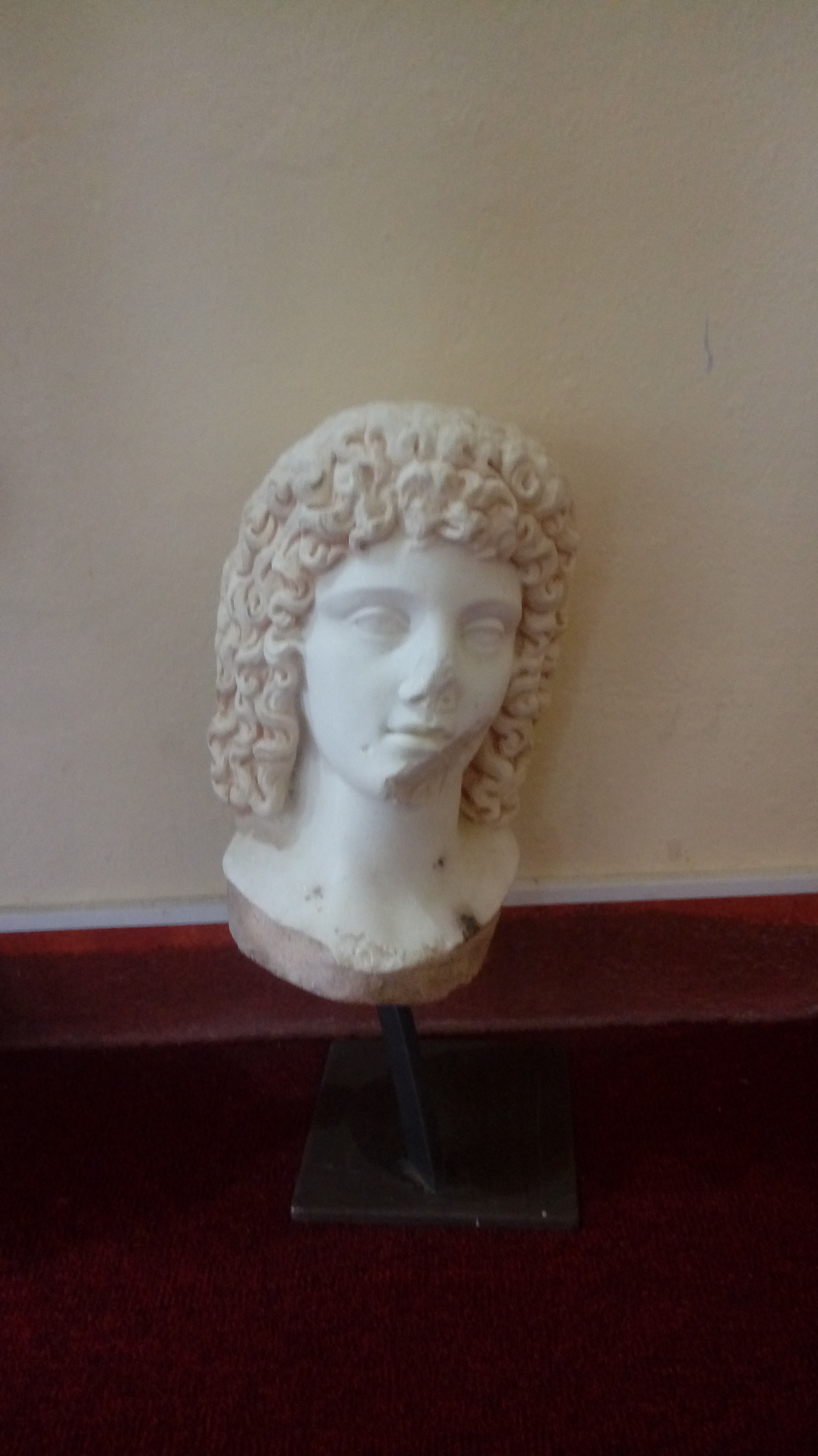
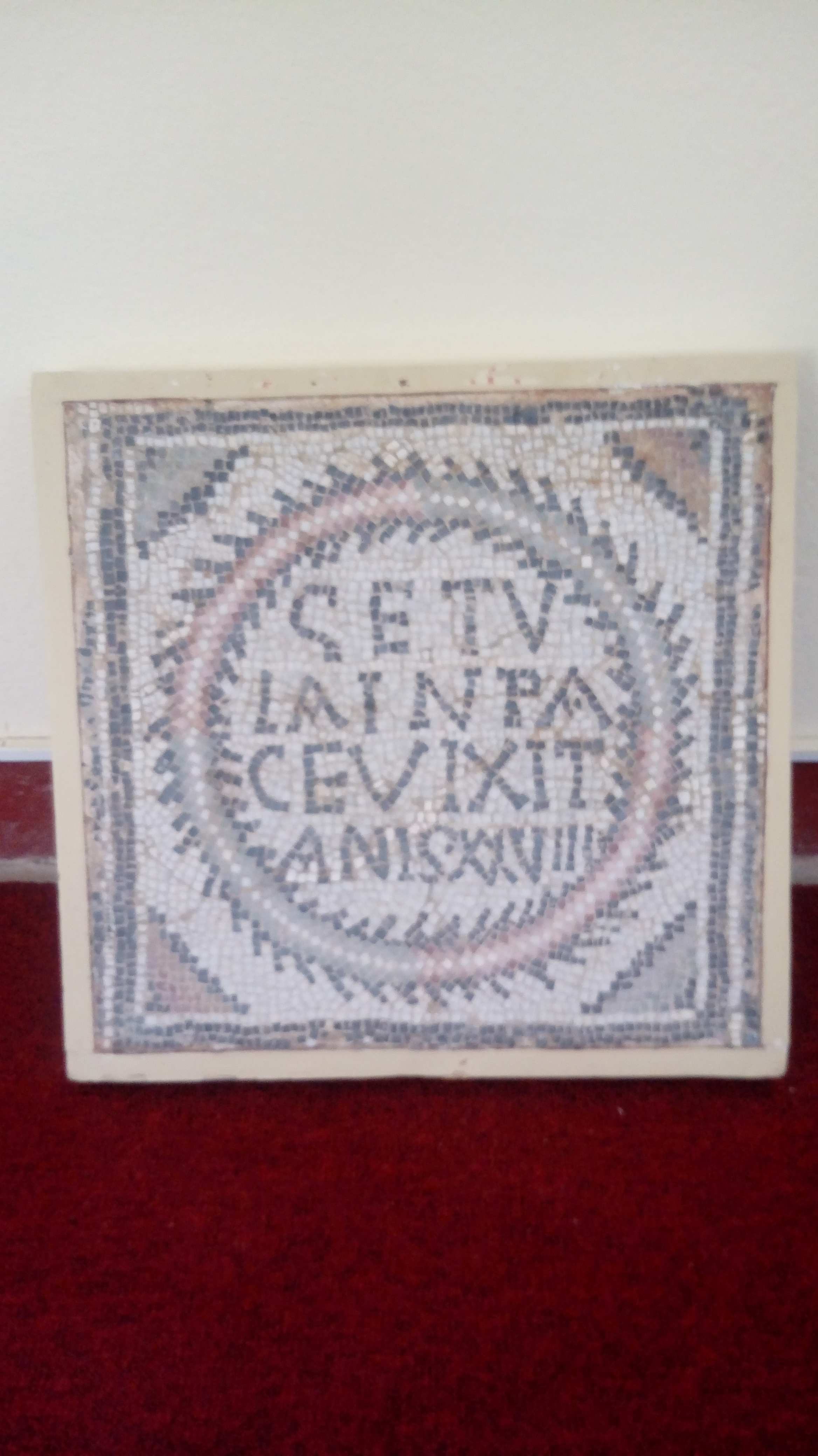
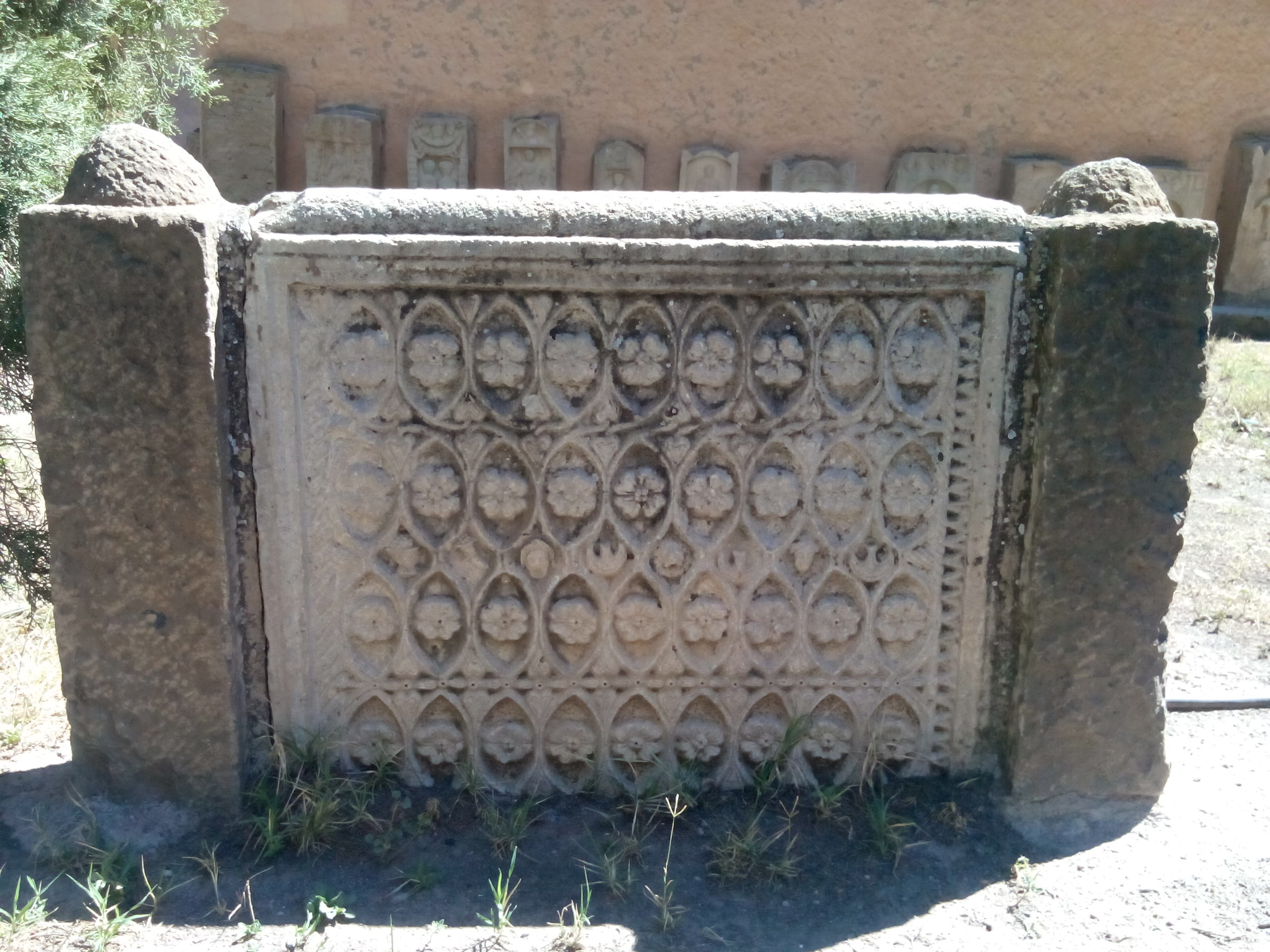
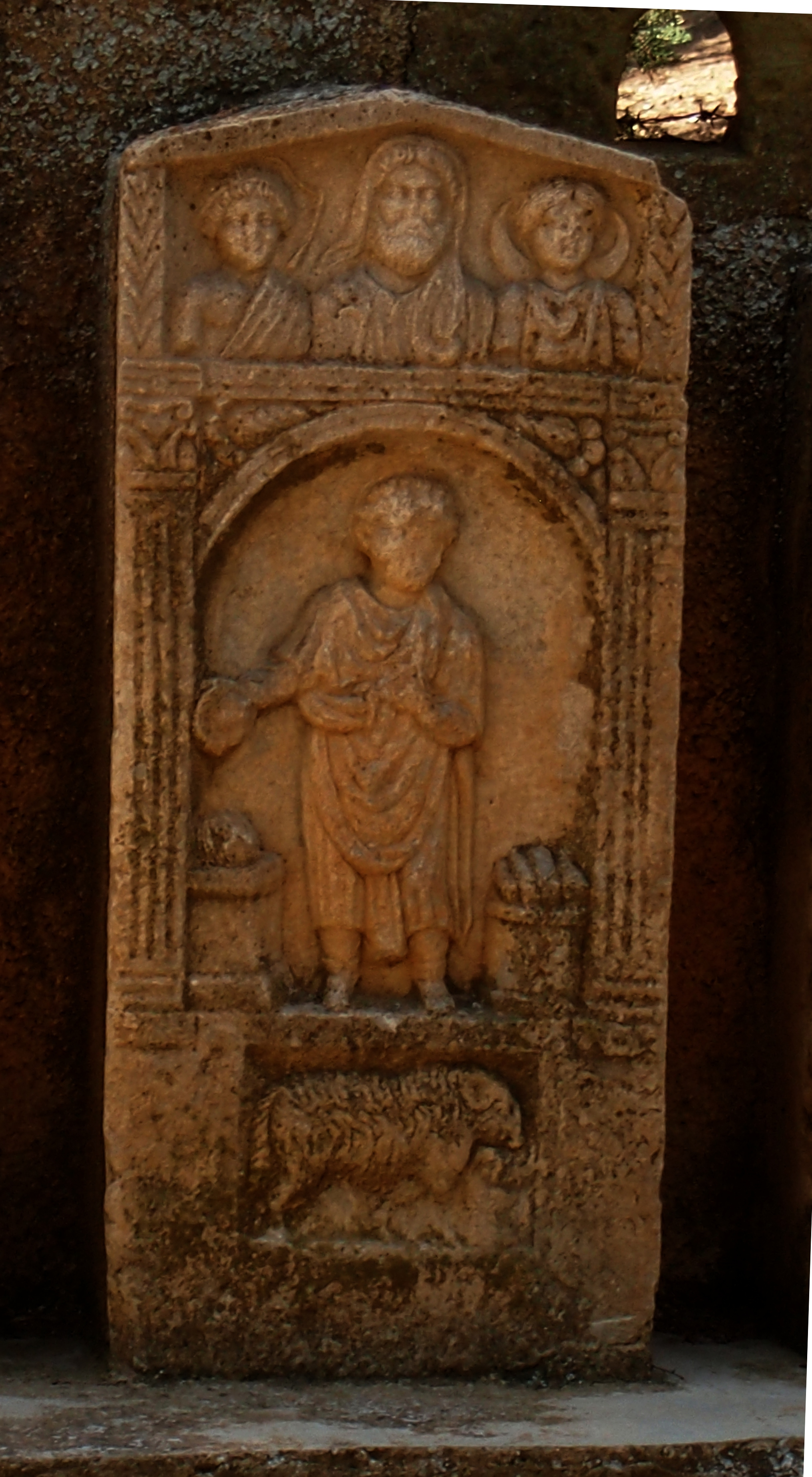
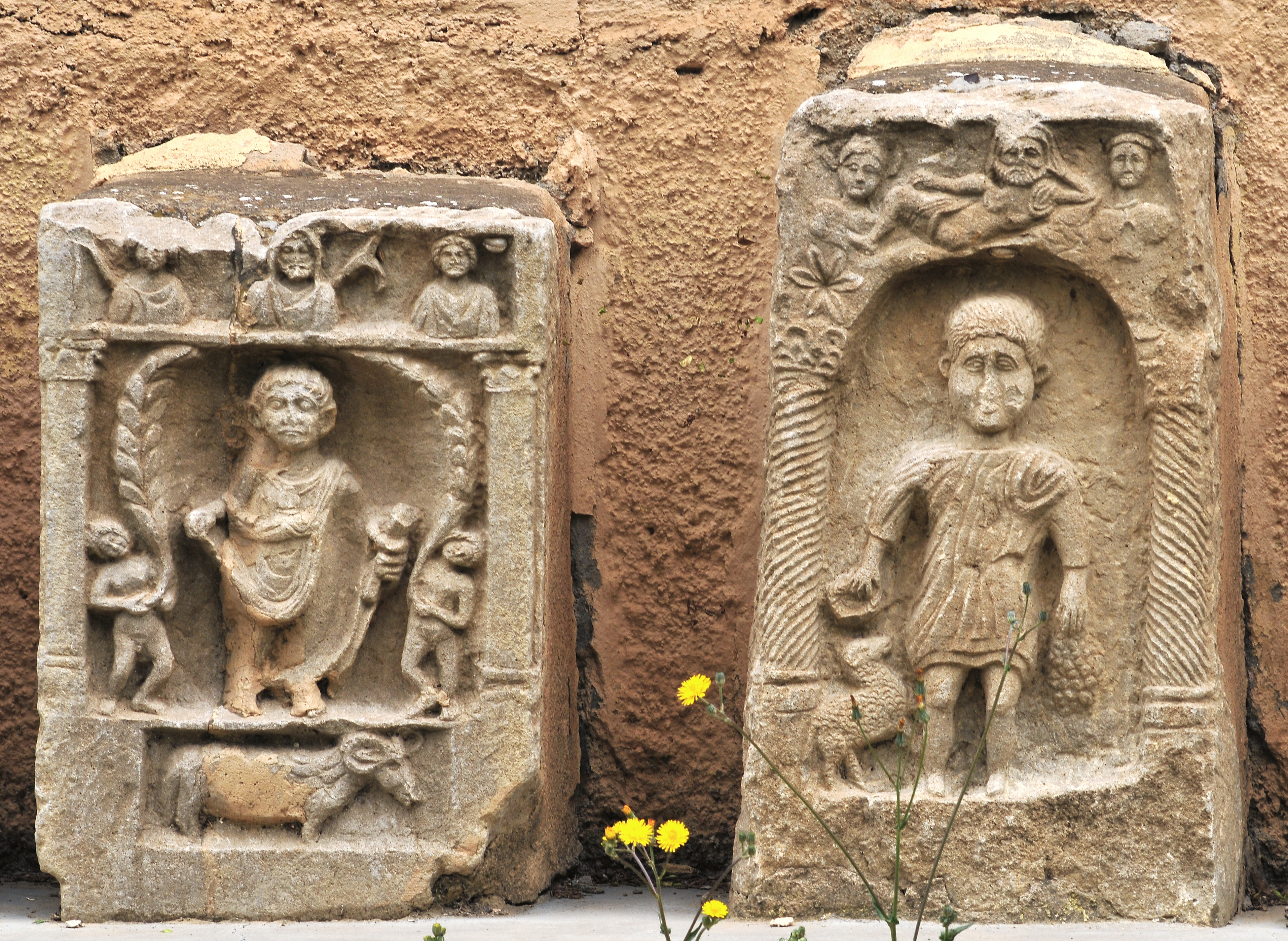
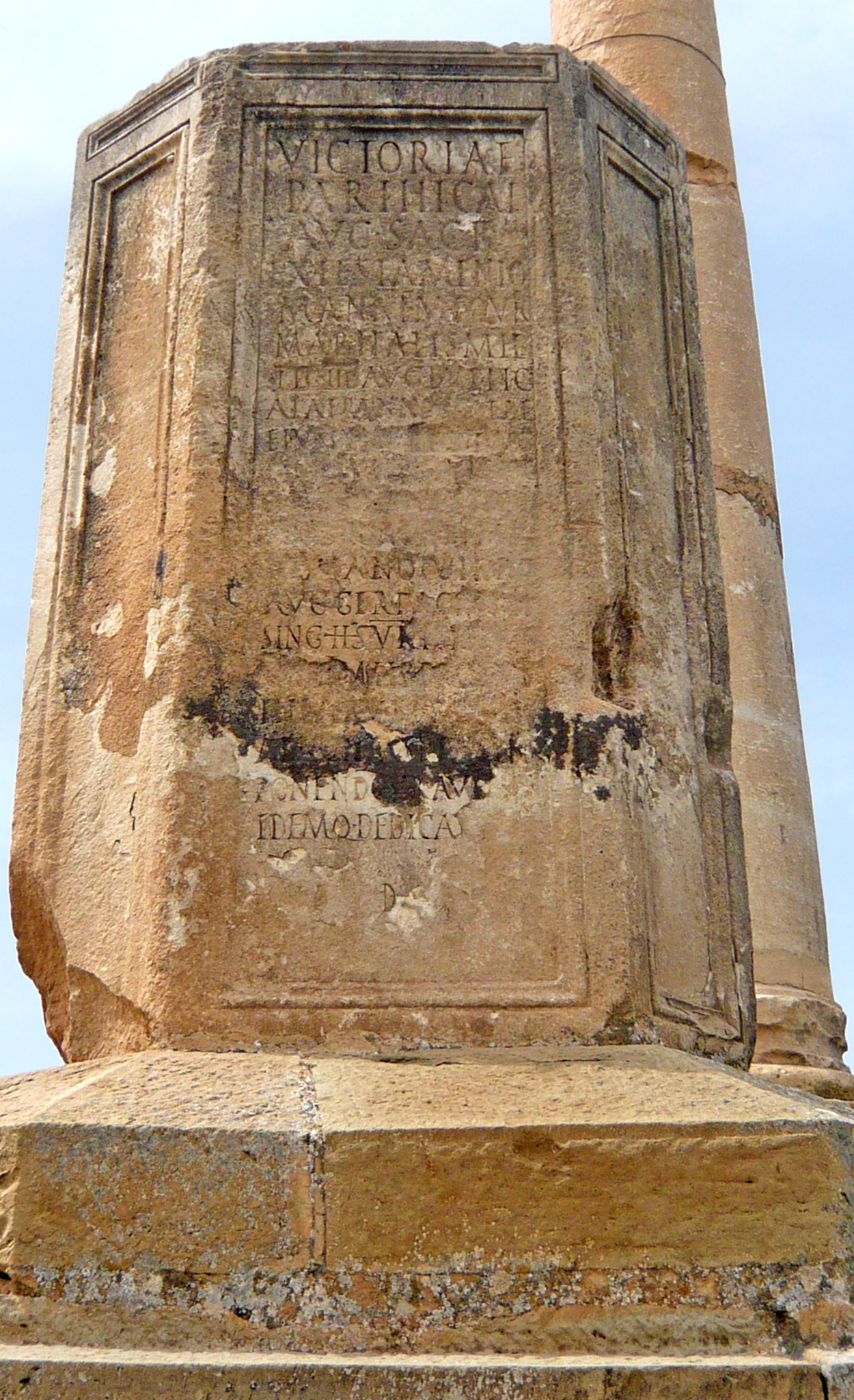
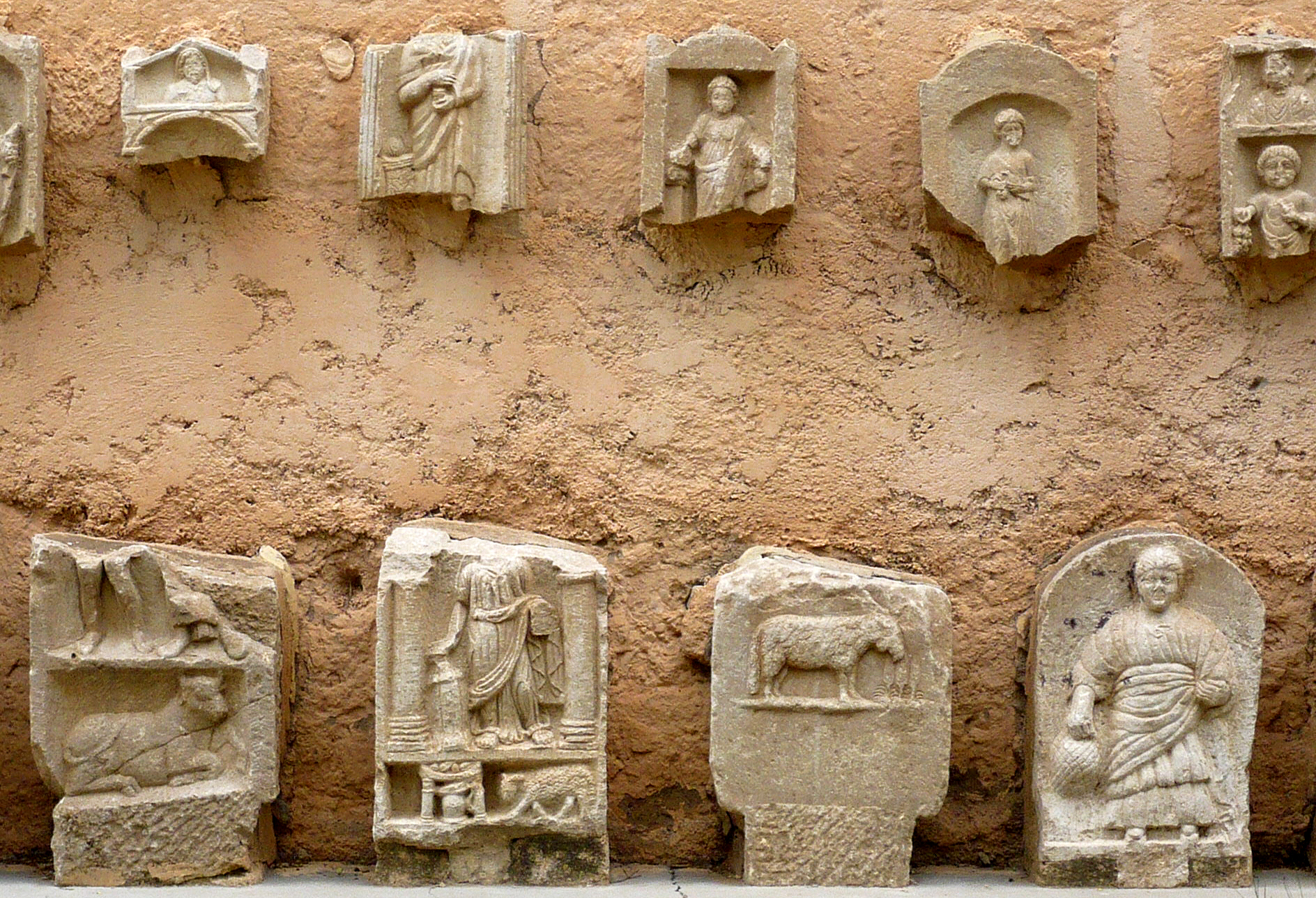
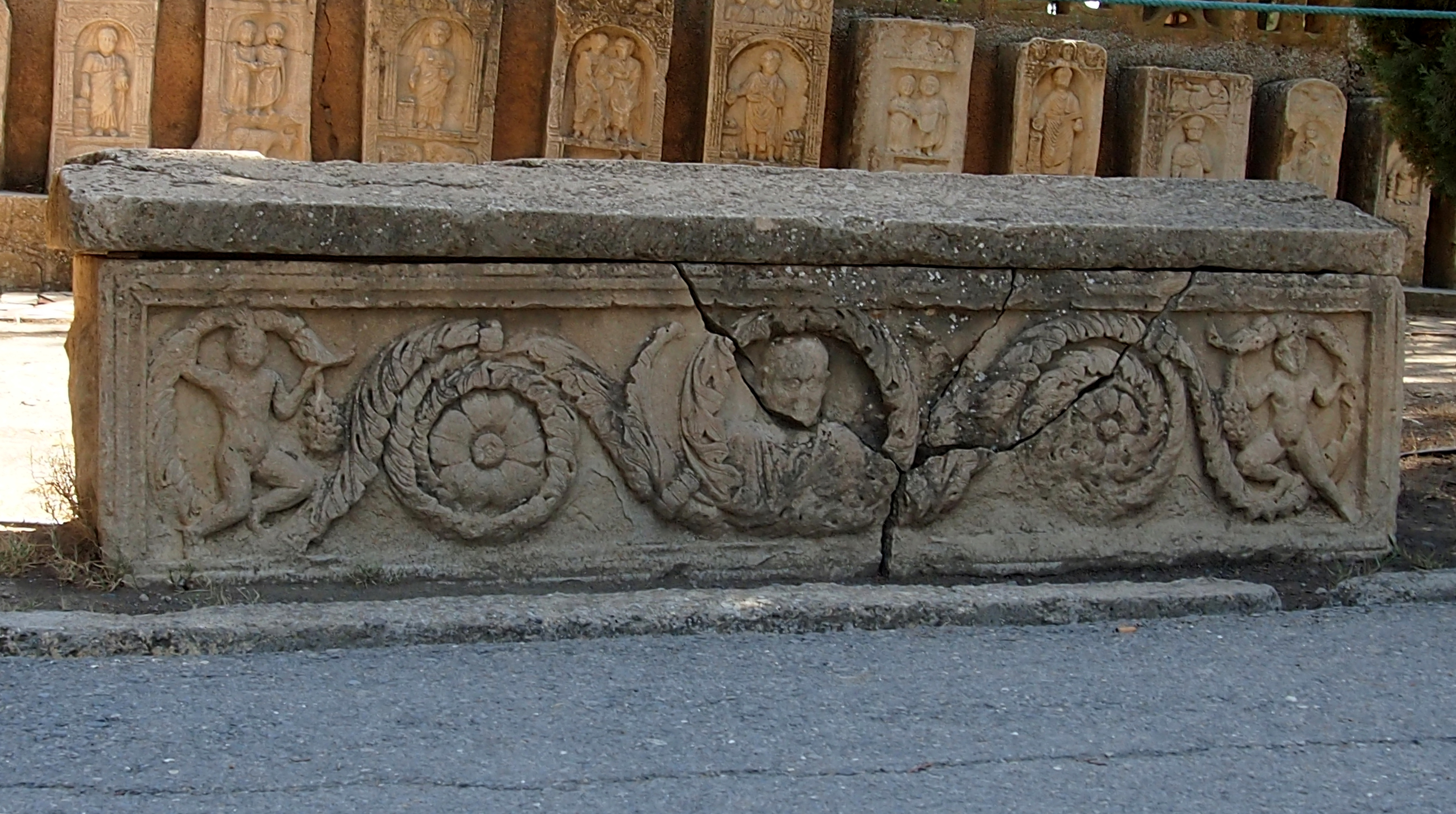
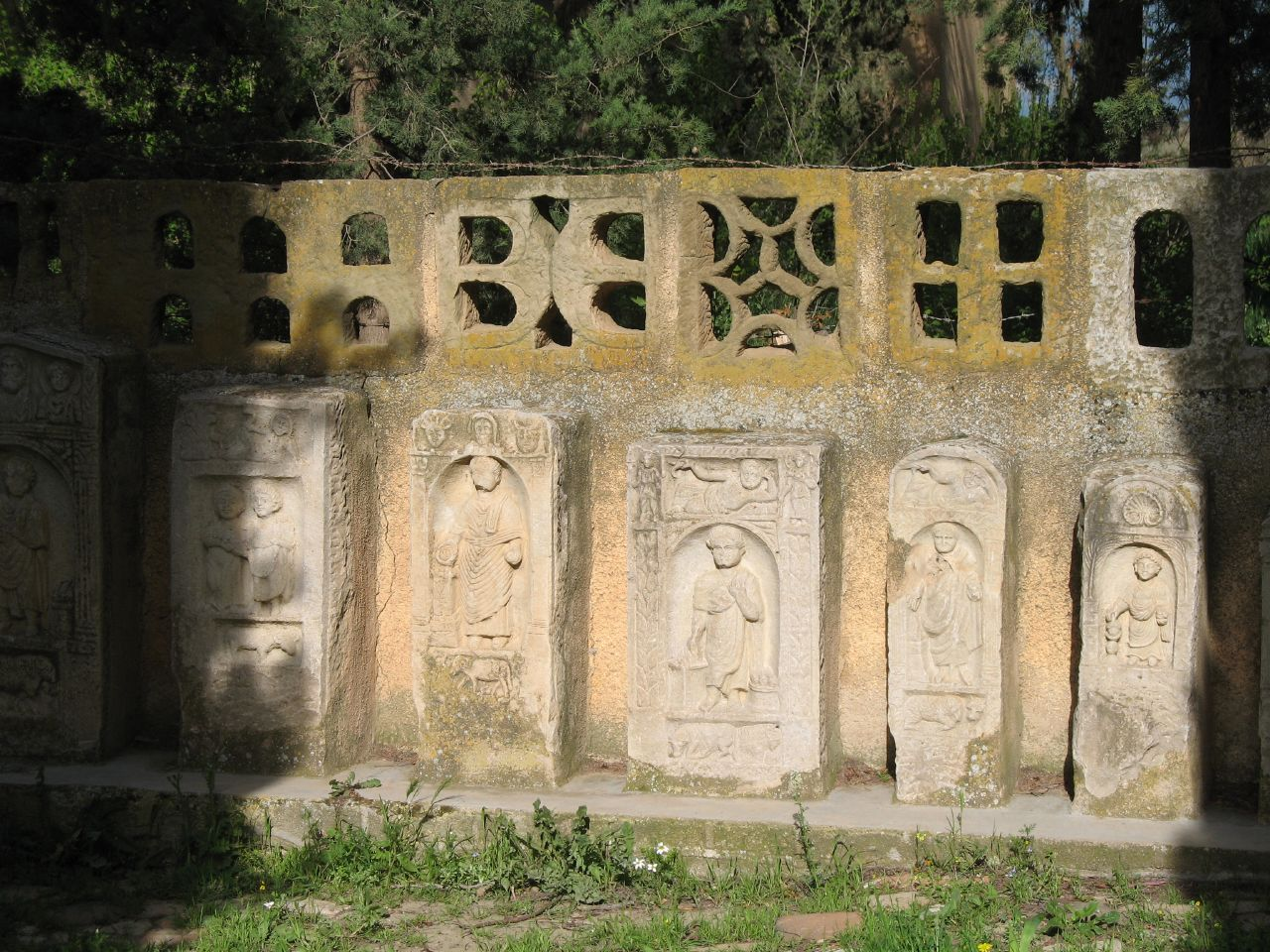

## مذكرات ومراجع
1. ↑  Guy Rachet, Dictionnaire de l'Archéologie, page : 944/Timgad, Robert Laffont, 1983
2. 1 2 3  "Musée de Timgad: une mosaïque exceptionnelle témoin de la richesse archéologique de Thamugadi". aps.dz (بالفرنسية). Archived from the original on 2022-02-06..
3. ↑  [متحف تيمقاد في كتب جوجل Looting in Africa (Cent Objects Disparus)]. International Council of Museums. 1997. ص. 36. ISBN:9290120363. {{استشهاد بكتاب}}: تحقق من قيمة |مسار= (مساعدة)
4. ↑  http://www.aps.dz/culture/75017-reouverture-du-musee-de-timgad-apres-25-ans-de-fermeture نسخة محفوظة 2022-02-05 على موقع واي باك مشين.
5. ↑  http://www.djazairess.com/fr/infosoir/63853%7Cconsulté%5Bوصلة+مكسورة%5D le=18 juin 2015.
6. ↑  http://www.m-culture.gov.dz/mc2/fr/discours-patrimoine09.php نسخة محفوظة 2019-03-11 على موقع واي باك مشين.